# Boophis sambirano
A Boophis sambirano a kétéltűek (Amphibia) osztályába, a békák (Anura) rendjébe és az aranybékafélék (Mantellidae) családjába tartozó faj. Nevét felfedezésének helye, a Sambirano-folyó után kapta.

## Előfordulása
A faj Madagaszkár endemikus faja. A sziget északnyugati részén a Manongarivo természetvédelmi területen és a Tsaratanana szigorúan védett természetvédelmi területen honos, 280–1300 m-es tengerszint feletti magasságban.

## Megjelenése
Kis méretű békafaj. A hímek hossza 21–24 mm. Színezete hasonló a Boophis liamiéhoz, vagyis háta áttetsző, melyet időnként barna pettyek tarkítanak, gyakran vörösesbarna sáv húzódik orra hegyétől a szemcsúcsáig, szeme felett hasonló színű folt található. 

## Természetvédelmi helyzete
Úgy tűnik, hogy képes élőhelyének enyhe megzavarását tolerálni. Legalább két természetvédelmi területen. A két természetvédelmi terület között élőhelyének elvesztése fenyegeti a mezőgazdaság és a fakitermelés következtében.